# York (Australie-Occidentale)
Pour les articles homonymes, voir York.
York (2 088 habitants) est un village situé dans la vallée de l'Avon, dans la Wheatbelt en Australie-Occidentale, à 97 kilomètres à l'est de Perth près de Northam. Il fut créé en 1831 seulement deux ans après la création de Perth.